# Le Labyrinthe du mandala
 (janvier 2015).
Si vous disposez d'ouvrages ou d'articles de référence ou si vous connaissez des sites web de qualité traitant du thème abordé ici, merci de compléter l'article en donnant les références utiles à sa vérifiabilité et en les liant à la section « Notes et références ».
Le Labyrinthe du mandala est un roman de Patrick Weber publié en 2001.

## Résumé
En 1920 au Tibet, les parents de Seuman, 9 ans, l'envoient apprendre au monastère de Sera avec son cousin Tempala. Un jour, le jeune Tseundru lui dit que dans le passé, un novice de Sera a tué un moine pour voler une statuette et un autre moine a été massacré en voulant la rendre. Le vrai coupable n'a jamais été retrouvé. Seunam est obsédé par l'image de Yongden, l'innocent massacré, et Tseundru le devine. Yongden lui demande de l'aider à retrouver la vraie statuette qui a des traces de chute. Le lama Gampapa l'envoie porter un thangka au vieux Songtse pour faire un mandala (cercle magique). Songtse vient à Sera et demande l'aide de Suenam. Avec ses copains, Suenam prend Tseundru piétinant le mandala avant qu'il ne se tue en tombant. Songtse meurt aussi.
En 1958, Wang, Pékinois de 25 ans, s'engage dans l'armée et participe à la modernisation du Tibet conquis en 1950. Il est à Sera. Le corps du moine Kinchen y a été retrouvé les yeux arrachés. Deux statues disparaissent. Marpa et Tempala sont tués aussi. En 1959, le dalaï-lama fuit en Inde. Changchub tue Wang. Seunam découvre que dans le passé, Tashi vola la statuette sacrée et tua un autre moine. Yongden trouva la statue, l'abima et fut tué. Tashi en fit un double et Songtse le vit mais Tashi le soudoya avant d'être tué et de prendre l'apparence de Tseundru qui s'en prit au mandala.
30 ans après, les issues du labyrinthe du mandala restent mystérieuses. Tseundru s'est ensuite réincarné en Wang qui a fait tous les meurtres.